# Boeddhistische Omroep Stichting
Die Boeddhistische Omroep Stichting (BOS) war ein niederländischer öffentlich-rechtlicher Rundfunksender auf der religiösen Basis des Buddhismus. 

## Geschichte
Dieser „2.42-omroep“ (zuvor 39f-omroep genannt) wurde 2008 gegründet, nachdem die Boeddhistische Unie Nederland gemäß einer Delegationsvereinbarung ermächtigt worden war, als staatlich anerkannter Vertreter der buddhistischen Bewegung Sendezeit zu beantragen. Aus diesem Jahr gibt es keine verlässlichen Zahlen über die Anzahl der Buddhisten in den Niederlanden, aber 2014 wurden sie auf 57.500 geschätzt.
Damit wurde dem Grundsatz des Artikels 2.42  des niederländischen Mediengesetz von 2008 entsprochen, der Sendezeit für konfessionelle Organisationen vorsah. Am 1. Januar 2016 stoppte jedoch das Kabinett Rutte II die weitere Finanzierung des „2.42-Rundfunks“ und sorgte so für das Ende der Boeddhistische Omroep Stichting. Innerhalb des neuen Konzessionsplans des öffentlich-rechtlichen Rundfunks gab es jedoch weiterhin ein weltanschauliches Budget, so dass in Absprache mit der Buddhistischen Union Niederlande beschlossen wurde, das buddhistische Programm bei der christlich ausgerichteten Rundfunkanstalt KRO-NCRV unterzubringen.

## Zielgruppen
Der BOS erstellte Sendungen für ein breites Publikum und richtete sich vornehmlich an vier Zielgruppen:
- allen Menschen, die offen für Spiritualität und geistliche Einkehr sind
- alle Menschen, die sich für Buddhismus interessieren
- oder mit dem Buddhismus sympathisieren
- an Buddhisten selbst oder Bewegungen innerhalb der buddhistischen Gemeinschaft

Ziel des Senders war es nicht, hohe Zuschauer- oder Hörzahlen zu erzielen, sondern einen Mehrwert zu bieten. Das BOS verwendete zwei Kernkonzepte, nämlich Weisheit und Mitleid. Jede Woche lieferte das BOS anderthalb Stunden Radio auf Radio 5. Fernsehbeiträge waren hauptsächlich auf Nederland 2 zu finden. Obgleich sie nicht viel Sendezeit hatten, strebte die BOS danach, mindestens eine Stunde zu senden. Im letzten Sendejahr strahlte die BOS in der Kalenderwoche 16 drei Dokumentarfilme unter dem buddhistischen Thema De Drie Vergiften („Die drei Gifte“) aus. Größere Produktionen waren Zandkastelen (von Alexander Oey) aus dem Jahr 2002, worin es um das weltweite Finanzsystem geht und das Reinkarnationsdrama My Reincarnation von Jennifer Fox aus dem Jahr 2010.